# Santana de Abajo
Santana de Abajo är en ort i Mexiko.   Den ligger i kommunen Tepatitlán de Morelos och delstaten Jalisco, i den centrala delen av landet, 400 km väster om huvudstaden Mexico City. Santana de Abajo ligger 1 947 meter över havet och antalet invånare är 190.
Terrängen runt Santana de Abajo är varierad, och sluttar söderut. Runt Santana de Abajo är det ganska tätbefolkat, med 86 invånare per kvadratkilometer. Närmaste större samhälle är Tepatitlán de Morelos, 6,0 km söder om Santana de Abajo. Trakten runt Santana de Abajo består till största delen av jordbruksmark.